# 5miinust
5MIINUST (вимовл. як «Viis miinust», з ест. «П'ять мінусів») — естонський хіп-хоп гурт, заснований у місті Визу у 2015 році. Представники Естонії на Пісенному конкурсі Євробачення 2024 разом з дуетом Puuluup із піснею «(Nendest) narkootikumidest ei tea me (küll) midagi».

## Учасники
Членами-засновниками гурту є:
- Крістіян Якобсон (псевдонім «Estoni Kohver»[a] або просто «Kohver»)[1]
- Мікель Тамм («Денний пес»[b])[2]
- Карл Ківастік («Північна Корея»[c] або просто «Корея»)[3][4]
- Прііт Томсон («Ланселот»[d])[5].

На початку до них приєднався п'ятий учасник, Павел Бочаров («Venelane»), який покинув гурт у 2023 році та почав сольну кар'єру під псевдонімом Gameboy Tetris.

## Історія
Заснований у Визу в повіті Ляене-Вірумаа у 2015 році, гурт 5miinust став відомим у 2018 році, коли обидва студійні альбоми «Aasta plaat» і «Rämmar», випущені відповідно у 2016 і 2017 роках на Legendaarne Records, увійшли до 20 найкращих у продажу альбомів у національному списку, що зробило їх двома з 18 найуспішніших альбомів 2018 року. Наступного року вони записали сингл «Aluspükse» з Nublu, який шість тижнів поспіль очолював чарт Eesti Tipp-40 і став третьою найбільш продаваною піснею в Естонії за 2019 рік. Того ж року вони підписали контракт з балтійським відділенням Universal Music Group, через який вони випустили такі сингли які «Paaristõuked», «Peo lõpp» і «Loodus ja hobused», які здобули першість у часті Eesti Tipp-40.
У рамках Estonian Music Awards, головної нагороди естонської музичної індустрії, 5miinust у 2020 та 2022 роках перемагали в категорії «Артист року», а також потрапляли у номінацію у 2017 та 2021 роках.
У листопаді 2023 року 5miinust і Puuluup були оголошені одними з півфіналістів Eesti Laul 2024, естонського відбору на Пісенний конкурс Євробачення 2024, із піснею «(Nendest) narkootikumidest ei tea me (küll) midagi».Вони вийшли у фінал у першому раунді півфіналу, зрештою перемогли у фіналі з 60% від усіх голосів глядачів та представлятимуть Естонію на Євробаченні.